# Carroll, New Hampshire
Carroll, kommun (town) i Coos County, New Hampshire, USA med 763 invånare (2010). Den har enligt United States Census Bureau en area på 130,0 km².